# Louis Renault
Louis Renault (* 12 februarie 1877, Billancourt; † 24 octombrie 1944, Paris) a fost un industriaș francez, fondatorul grupului cu același nume, pilot de curse și un pionier al automobilismului.
1. ↑  Louis Renault, Baza de date Léonore, accesat în 9 octombrie 2017
2. 1 2  Louis Renault, Roglo
3. ↑  Louis Renault, Autoritatea BnF
4. 1 2  Louis Renault, TracesOfWar
5. ↑  Certificat de naștere
6. ↑  Louis Renault (în engleză), Encyclopædia Britannica Online
7. 1 2  Autoritatea BnF, accesat în 10 octombrie 2015
8. ↑  Louis Renault, GeneaStar
9. ↑  certificat de deces[*] Verificați valoarea |titlelink= (ajutor)
10. ↑   (PDF) https://www.eure.gouv.fr/contenu/telechargement/11684/72504/file/101+Le+domaine+Louis+Renault+dans+l%27Eure.pdf Lipsește sau este vid: |title= (ajutor)